# Orong Bawa
Orong Bawa is een bestuurslaag in het regentschap Sumbawa van de provincie West-Nusa Tenggara, Indonesië. Orong Bawa telt 1345 inwoners (volkstelling 2010).